# Kaniów
Kaniów [pronunciación en polaco: /ˈkaɲuf/] es un pueblo ubicado en el distrito administrativo de Gmina Gubin, dentro del Distrito de Krosno Odrzańskie, Voivodato de Lubusz, en Polonia occidental, cercano a la frontera alemana. Se encuentra aproximadamente a 15 kilómetros al este de Gubin, a 19 kilómetros al suroeste de Krosno Odrzańskie, y a 41 kilómetros al oeste de Zielona Góra.
Antes de 1945, el área fue parte de Alemania.